# Edwardsina chilensis
Edwardsina chilensis är en tvåvingeart som beskrevs av Alexander 1920. Edwardsina chilensis ingår i släktet Edwardsina och familjen Blephariceridae. Inga underarter finns listade i Catalogue of Life.